# Galignani's Messenger
Galignani’s Messenger (The Galignani Messenger) était un quotidien français d'informations en langue anglaise lancé en 1814 à Paris par Giovanni Antonio Galignani. Sa publication cesse en 1895 lorsqu'il est remplacé par The Daily Messenger (temporairement sous-titré Late Galignani's Messenger), édité jusqu'en 1904.